# 巨型麦哲伦望远镜
巨型麥哲倫望遠鏡（英語：Giant Magellan Telescope，縮寫：GMT）是正在建造中，預計在2025年完工啟用的地基極大望遠鏡，它包含7個直徑8.4米（27.6英尺）的主鏡，將觀察可見光和近紅外線（320–25000 nm），具有24.5米（80.4英尺）主鏡的解析能力，和相當於22.0米（72.2英尺）口徑的集光區域，這大約是368平方米（8.365米口徑的7倍）。預期這架望遠鏡的解析度將是哈伯太空望遠鏡的10倍，並且在其開光使用時會是世界上最大的光學天台。在2015年12月，已經完成4面鏡子，而且山頂設施的建造工作也已經開始。
計畫共使用7面鏡子，但開始運作時只會先使用其中的4面這個價值10億美元的專案由美國主導，與澳大利亞、巴西、以色列、韓國和臺灣合作，智利為地主國。

## 設置的場地

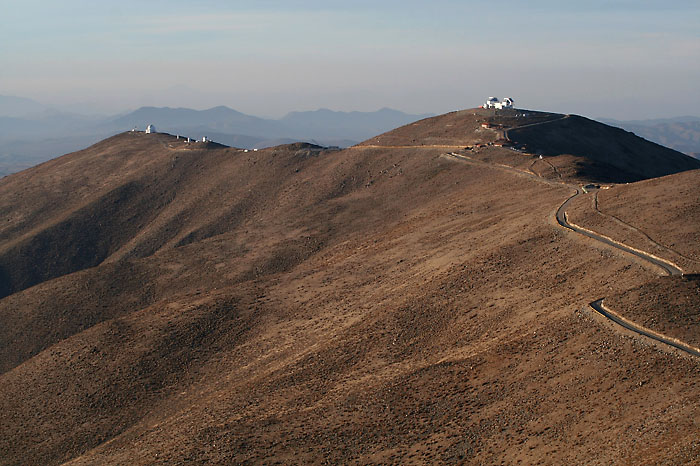
拉斯坎帕纳斯天文台

望遠鏡的安裝地點是拉斯坎帕納斯天文台，也是麥哲倫望遠鏡的所在地；位於智利拉塞雷納北北東約115 km（71 mi）和科皮亞波南方 180 km（112 mi），高度為2,516米（8,255英尺）。這個地點因為在一年中的大部分時間，以其出色的視寧度和晴朗的天氣，已被選為新儀器的設置地點。此外，由於遠離人口聚集的中心和其它有利的地理條件：在亞他加馬沙漠周圍大部分的地區，不僅沒有空氣汙染，而且夜空受到光汙染的影響也很小，使這一地區成為地球上長期天文觀測的最佳地點之一。主要地點的準備工作始於2012年3月23日，將山頂剷平的首次爆破。在2015年11月，於奠基儀式之後，現場開始施工。

## 鏡片

巨型麥哲倫望遠鏡和其他著名光學望遠鏡主鏡面積比較，點選影像可看大圖。

望遠鏡將使用世界上最大的7個反射鏡組合做為主反射鏡，每個反射鏡的直徑都是8.417米（27.61英尺）。這種組合將在中心安放一面鏡子，然後其它6面對稱地排列在它的周圍。面臨的挑戰是外圍的6面鏡子雖然彼此相同，但將是離軸的，不會獨立的徑向對稱，因此需要修改通常的拋光和測試程式。
這些鏡子是由亞利桑那大學的斯圖爾德天文台理查 F 卡里斯鏡像實驗室建造的。第一面鏡子於2005年11月3日在旋轉爐中鑄造完成，但在6年半之後，第二面鏡子在2012年1月14日鑄造時，還在進行研磨和拋光。
第三面鏡子在2013年8月鑄造，第四面鏡子在2015年9月鑄造。
每一面鏡子的鑄造需要使用20噸從日本大原公司進口的的E6硼矽酸鹽玻璃，並且耗費12-13星期的時間。
鑄造完成後，它們還需要大約6個月的時間來冷卻。
第一面鏡子的拋光工作在2012年11月完成。
由於這是一個離軸的元件，因此必須開發各種新的光學測試和實驗室的基礎設施來拋光鏡面。
由於每1-2年就需要重新蒸鍍鏡面，而每個鏡子都需要花1-2星期來蒸鍍，所以企圖鑄造7個相同的離軸鏡子，以便有一個備用的鏡子可以替換。
雖然完整的望遠鏡有7面鏡子，但計畫在開始運作時只使用4面鏡子。
主鏡陣列整體的焦比（焦距除以直徑）是f/0.71，但每個鏡子只是整體直徑的三分之一，因此單一鏡子的焦比是f/2.14。
完整的望遠鏡系統是格里望遠鏡，整體的焦比是f/8。像現代所有的大型望遠鏡一樣，它也將配置調適光學。
由於有非常大的口徑和調適光學，科學家們期望有非常高品質的影像。影像的解析度應該能超越哈伯太空望遠鏡 。

## 比較
巨型麥哲倫望遠鏡是一種新型的望遠鏡，各項設計都比以前的望遠鏡大得多，歸類為超大望遠鏡。計畫中的其它超大望遠鏡包括歐洲極大望遠鏡和30米望遠鏡 。
| 名稱                                                                          | 口徑 直徑（m） | 集光 面積（m²） | 開光       |
| ----------------------------------------------------------------------------- | -------------- | --------------- | ---------- |
| 歐洲極大望遠鏡（ELT）                                                         | 39.3           | 978             | 2025       |
| 30米望遠鏡（TMT）                                                             | 30             | 655             | 2027       |
| 巨型麥哲倫望遠鏡（GMT）                                                       | 24.5           | 368             | 2024       |
| 南非大望遠鏡（SALT）                                                          | 11.1 × 9.8     | 79              | 2005       |
| 凱克望遠鏡                                                                    | 10.0           | 76              | 1990, 1996 |
| 加那利大型望遠鏡（GTC）                                                       | 10.4           | 74              | 2007       |
| 甚大望遠鏡（VLT）                                                             | 8.2            |                 | 1998-2000  |
| Notes: future dates for first-light are provisional and are likely to change. |                |                 |            |

## 組織
這個專案由美國主導，與澳大利亞、巴西、以色列、韓國和臺灣合作，智利為地主國。下列組織是研製望遠鏡的聯合會成員：
- 中央研究院天文及天文物理研究所
- 亞利桑那大學（天文系和斯圖爾德天文台）
- 亞利桑那州立大學（地球和與太空探索學院，SESE）
- 澳大利亞天文學有限公司（英语：Astronomy Australia Limited）
- 澳大利亞國立大學（天文學和天體物理學研究學院）
- 卡內基科學研究所
- 聖保羅大學（聖保羅研究基金會 – FAPESP）
- 哈佛大學（史密松天體物理台參與）
- 韓國天文學和空間科學研究所（英语：Korea Astronomy and Space Science Institute）
- 史密森學會（史密松天體物理台參與）
- 德州農工大學
- 德克薩斯大學奧斯汀分校（德克薩斯大學奧斯汀分校天文系）
- 芝加哥大學（芝加哥大學天文和天體物理學系）
- 魏茲曼科學研究學院

位於帕薩迪納的卡內基天文台辦公室在其停車場繪製了 GMT 主鏡陣列的輪廓。在衛星影像中很容易看到它：34.15591N,118.13345W（巨型麥哲倫望遠鏡輪廓圖）。在2018年1月，科進集團獲得管理巨型麥哲倫望遠鏡建設的合約。

## 鏡片狀態
總共有8片主鏡：一片中央主鏡片，6片離軸鏡片，和一片備用的離軸鏡片，當鏡片被清洗和重新蒸鍍時，這些鏡片將會輪流來使用。這些反射鏡是使用下面有蜂窩結構的硼矽酸鹽玻璃製成；還為這架望遠鏡設計了調適光學的二次鏡。望遠鏡開始觀測時只會使用4片鏡子：中央和周圍的3個離軸鏡片。
- 鏡片1：2005年10月鑄造[20]，2012年8月完成拋光，表面精確度達到19奈米，rms[21]。
- 鏡片2：2012年1月鑄造[20]。
- 鏡片3：2013年8月鑄造[10][20]。
- 鏡片4：2015年9月鑄造[19]。這是中央鏡片[11]。
- 鏡片5：2017年11月鑄造[32]。
- 鏡片6：在初期施工階段。
- 鏡片7：計劃中。
- 鏡片8：尚無計劃。

## 外部連結
- 巨型麥哲倫望遠鏡網站首頁（页面存档备份，存于）
- Lecture by director Patrick McCarthy on technologies behind GMT （页面存档备份，存于）
- Article from the MIT news office （页面存档备份，存于）
- New Scientist article on the telescope （页面存档备份，存于）
- COSMOS article on the telescope
- Painted outline of the mirrors at the parking lot of the Observatories of the Carnegie Institution （页面存档备份，存于） in Pasadena
- J. Rosenberg - Seeing Stars (2013) - Harvard Magazine （页面存档备份，存于）
- J. Davis - Making mirrors for the Giant Magellan Telescope (2013) - The Planetary Society （页面存档备份，存于）